# Alingsås (stacja kolejowa)
Alingsås (szwedzki: Alingsås station) – stacja kolejowa w Alingsås, w regionie Västra Götaland, w Szwecji. Znajduje się na Västra stambanan i obsługuje pociągi lokalne, regionalne i dalekobieżne. Pociągi lokalne kończą i zaczynają tutaj trasę i wraz z dworcem autobusowym tworzą lokalne centrum podróży. W starym budynku dworca, który został ukończony w 1858 roku, znajdują się pokoje hotelowe, biuro podróży, kiosk, pizzeria i bar z przekąskami. Na stacji zatrzymuje się większość pociągów pasażerskich, z wyjątkiem niektórych bezpośrednich pociągów ekspresowych między Göteborgiem i Sztokholmem.

## Linie kolejowe
- Västra stambanan